# Thomsongazelle
De thomsongazelle (Eudorcas thomsonii) is een algemene Afrikaanse gazellesoort uit de familie der holhoornigen (Bovidae). De thomsongazelle is vernoemd naar de ontdekkingsreiziger en wetenschapper Joseph Thomson, die de soort in 1883 in Kenia ontdekte.

## Beschrijving
De thomsongazelle is een middelgrote antilope. Hij wordt 90 tot 120 centimeter lang en weegt 15 tot 30 kilogram. Het mannetje is groter dan het vrouwtje, en heeft kleine, slanke, licht gekromde hoorns. De hoorns bij de vrouwtjes zijn korter.
De thomsongazelle heeft een lichtbruine tot bruingele kleur die op de rug meer roodachtig is. De buik, borst en binnenzijde van de poten zijn wit, evenals de lippen, kin en keel. De boven- en onderzijde worden gescheiden door een brede zwarte streep langs de flanken. Ook de achterzijde is wit met een zwarte omlijning. De staart is geheel zwart. Het voorhoofd en de snuit zijn donker roodbruin. In het gezicht loopt een witte vlek van de ogen richting de snuit en de keel. Onder deze streep, van de oogklier tot de mondhoeken, loopt een tweede, zwarte streep. De vorm en grootte van de strepen verschillen per individu.

## Leefgebied
De thomsongazelle leeft op de grasvlakten en steppen van Oost-Afrika, ten oosten van de Grote Slenk. Anders dan de verwante roodvoorhoofdgazelle leeft hij in vochtigere streken. Ze zijn een van meest voorkomende grazers van de Oost-Afrikaanse savanne. Hij heeft een voorkeur voor zwaarbegraasde, open grasvlakten, en kan overleven in gebieden die door andere grote hoefdieren zijn verlaten, zolang er nog spaarzame begroeiing aanwezig is.

## Leefwijze
De thomsongazelle eet voornamelijk gras, maar in het droogteseizoen ook kruiden, bladeren van struiken en zaden. Het meeste vocht krijgt de gazelle met het voedsel binnen en hij kan langere tijd zonder water, maar de soort zal dagelijks drinken als er een waterbron in de buurt is. De soort is het actiefst in de schemering.
In de regentijd leven de vrouwtjes in kuddes van zes tot zestig dieren (soms tot over de honderd dieren) in grasrijke gebieden. Het groepsverband is los; de dieren bouwen geen langdurige relaties met elkaar op en trekken vaak maar korte tijd met elkaar op. Groepen vallen regelmatig uit elkaar of worden opgenomen in grotere groepen. Waarschijnlijk onthoudt een gazelle wel wie een groepslid is en wie van een andere groep afkomstig is. 
Volwassen mannetjes zijn meer standvast, en hebben een eigen territorium, dat ze bewaken tegen andere mannetjes, en slechts verlaten bij honger of dorst. Bij het markeren van het territorium wordt de oogklier gewreven langs stengels en twijgen, voornamelijk op heuveltjes en andere opvallende plaatsen. Op deze plaatsen worden vaak ook keutels achtergelaten.
Tijdens de droogteperiode trekken ze naar de struiksavannen. Gedurende de trektocht sluiten kleine kudden vrouwtjes en hun kroost zich aan bij groepen mannelijke vrijgezellen en solitaire dieren en vormen zo één grote kudde, die uit duizenden dieren kan bestaan. Ook sluiten ze aan bij groepen steppezebra's, blauwe gnoes en andere hoefdieren.
Thomsongazellen vallen vaak ten prooi aan verschillende roofdieren, zoals leeuwen en gevlekte hyena's. De thomsongazelle is de belangrijkste prooi voor jachtluipaarden in Oost-Afrika.
Tijdens het wegrennen van een roofdier kan de gazelle snelheden van 80 km/u bereiken.
Pasgeboren kalfjes blijven de eerste weken verborgen. Ze groeien vrij snel en na twee maanden worden ze gespeend.
De thomsongazelle wordt in het wild tien tot vijftien jaar oud.

## Ondersoorten
De thomsongazelle heeft de volgende ondersoorten:
- Eudorcas thomsonii thomsonii (Günther, 1884) – komt voor ten oosten van de Grote Slenk.
- Eudorcas thomsonii nasalis (Lönnberg, 1908) – komt voor in de Serengeti.